# Spore
Spore je počítačová hra vytvořená studiem Maxis a vydaná společností Electronic Arts v roce 2008. Hru navrhl Will Wright. Ve hře má hráč v rukou vývoj organismů (příšerek) od malé buňky až po vyspělé civilizace létající do vesmíru. Hra se dělí na pět fází.
Zatímco hudbu v hlavním menu hry složil Cliff Martinez, autorem hlavní hudby během hraní je Brian Eno, který ji složil ve spolupráci s Peterem Chilversem.

## Herní fáze

### Buněčná fáze
Po výběru buněčné fáze má hráč na výběr mezi býložravcem a masožravcem, což určuje, jestli bude příšerka jíst řasy nebo maso. Jestli se rozhodne pro masožravce, může také lovit ostatní příšerky. Mimo jiné to také určí pravděpodobný vývoj do celé hry. Může si také vybrat variantu všežravce tím, že si na svoji příšerku umístí tlamu býložravce a masožravce zároveň, elegantnější řešení je však po zabití všežravé buňky si v editoru umístít na tělo nově nalezenou všežravou tlamu. Při skoro každém snězení dostává hráč DNA body, které mu umožňují upravovat svoji příšerku. Do editoru se hráč dostane tehdy, když zavolá partnera na páření. Nové části těl může získat, jestliže sežere jinou příšerku nebo rozlouskne meteorit. Až dosáhne dostatečného množství DNA bodů, může přejít do další fáze.

### Fáze vývoje tvorů
Tato fáze se odehrává na suchu a velmi se podobá fázi buněčné. Každý druh příšerky má zde svoje vlastní hnízdo, kde se může hráčova příšerka uzdravovat a potkávat další příšerky. Podle úrovně pokročení může hráč získávat do své smečky až tři další příšerky. DNA body se získávají přátelením se s cizími příšerkami nebo jejich zabíjením a migrováním do nového hnízda, do kterého asi tak 2-3x odejdou členové hráčova druhu. Nové části těl se získávají spřátelením se, zabitím alfy rozmanitější, nebo nalezením v kostrách.
Možnosti úpravy příšerky jsou zde daleko rozmanitější než v buněčné fázi. Tvar těla se dá měnit přemisťováním, zvětšováním nebo přidáváním obratlů. Na toto tělo lze umístit velké množství různých částí, které se dají tvarovat a mají vliv na vlastnosti budoucí příšerky. Na rozdíl od buněčné fáze hráč v této fázi přechází do 3D editoru.

### Kmenová fáze
V této fázi se hra přepíná do strategického módu. Na planetě se nachází pět kmenů, úkolem je získat všechny jejich vesnice. To lze udělat dvěma způsoby: buď dobytím nebo spřátelením se, což se provádí tím, že hrají na různé hudební nástroje. Budovy a noví členové kmenu (jejichž kapacita se zvětšuje počtem vlastněných vesnic) se kupují za jídlo, které je potřeba ulovit resp. nasbírat. Také lze sbírat vejce buď z hnízd jiných druhů, anebo z ohrady, ve které jsou ze začátku zvířata, která byla v hráčově smečce a která byla jiného druhu, příp. si sem lze přivést divoká zvířata, když se ochočí. V tzv. kmenovém krejčí lze obléct vlastní příšerky a ovlivnit tak jejich vlastnosti.

### Civilizační fáze
Počínají touto fází se začínají objevovat města. Cílem je stejně jako v kmenové fázi je sjednotit. To lze učinit s pomocí vlastnoručně vytvořených vozidel (pozemních, vodních a letadel) těmito způsoby:
- dobýt je (vojenský způsob)
- převést na vlastní víru (náboženský způsob) – funguje hlavně u nespokojených měst
- koupit je (ekonomický způsob)

Města se také dělí tímto způsobem. Vnitřní rozestavení měst lze měnit, což velmi ovlivňuje hru. Lze vytvořit vlastní domy, které se dělí na radnici, obytné domy, továrny a zábavní budovy.
- Radnice a obytné domy – posilují schopnosti okolo stojících budov
- Továrny – přidávají peníze ale také snižují radost vašich obyvatel
- Zábavní budovy – zvyšují spokojenost a neměly by být umístěny vedle továren

Mimo měst lze zabírat i gejzíry koření, které taktéž přidávají peníze.

### Vesmírná fáze
Tato fáze začíná vytvořením kosmické lodi a jedná se o nejkomplexnější část hry. Hlavní náplň hry zde tvoří rozšiřování impéria. Spočívá v získávání nových slunečních soustav – ty lze buď kolonizovat založením měst na jejich planetách nebo dobýt či koupit od cizích impérií. V každé sluneční soustavě se nachází několik planet. Jestliže je některá z nich obsazena, pak produkuje koření určité barvy podle počtu továren v kolonii. Toto koření lze prodávat jiným koloniím (svým i cizím) za různé ceny.
Za dosahování určitých mezí dostává hráč tzv. odznaky, které mu po určitém množství umožňují přijímat do své flotily nové lodě od spojenců (podobné jako smečka ve fázi vývoje tvorů).

## Pokračování a rozšíření

### Darkspore
Pokračování Spore s ním má kromě tvorby příšerek pramálo společného. Jedná se totiž o RPG, v němž hráč z izometrického pohledu likviduje hordy pološílených nepřátel.

### Spore: Galactic Adventures
Spore: Galactic Adventures je prvním datadiskem pro hru Spore. Přidává možnost sestoupit z lodi (ve vesmírné fázi) a různě měnit vzhled planety, dávat na ni faunu, flóru a různé spolubojovníky a rozsáhlou část misí. Typů misí je hodně, například tyto: nalézt předmět a donést ho zpět, zabíjet velké příšery, infiltrovat a ničit nepřátelské lodě, hledání postav, chránění teritoria a další. Datadisk vyšel v Česku (a českém provedení) 26. června 2009.

### Spore: Creepy & Cute
Spore: Creepy & Cute je balíček doplňků pro hru Spore. Obsahuje mnoho nových částí na tvoření příšerek, které jsou rozřazeny do dvou skupin. V první skupině si lze vytvořit legrační a roztomilá stvoření a v druhé hrůzostrašná monstra. Obsahuje přes sto nových částí.